# Rém
Rém là một thị trấn thuộc hạt Bács-Kiskun, Hungary. Thị trấn này có diện tích 39,93 km², dân số năm 2010 là 1339 người, mật độ 34 người/km².